# فرنسيس ويليام إدموندز
فرنسيس ويليام إدموندز (بالإنجليزية: Francis William Edmonds)‏ هو رسام أمريكي، ولد في 22 نوفمبر 1806 في هدسون في الولايات المتحدة، وتوفي في 7 فبراير 1863 في برونكسفيل في الولايات المتحدة.